# Diplogrammus pauciradiatus
Diplogrammus pauciradiatus és una espècie de peix de la família dels cal·lionímids i de l'ordre dels perciformes.

## Morfologia
- Els adults poden assolir 5 cm de longitud total.[2]

## Hàbitat
És un peix marí, de clima subtropical i associat als esculls de corall.

## Distribució geogràfica
Es troba a l'oceà Atlàntic occidental: les Bahames, Bermuda, el Canadà, Colòmbia, Cuba, Jamaica, Panamà, Puerto Rico, Trinitat i Tobago, els Estats Units i Veneçuela.

## Observacions
És inofensiu per als humans.